# Claude Clerselier
Claude Clerselier est un éditeur français né à Paris en 1614 et mort dans cette ville le 13 avril 1684. Il était avocat au Parlement de Paris.

## Biographie
Il a été l'éditeur et le traducteur de plusieurs des ouvrages de René Descartes, notamment des Objections et Réponses qui suivent les Méditations métaphysiques (Paris, 1647, pour la première édition en français, dont la traduction avait été faite par le duque de Luynes), de ses Lettres (Paris, 1657, 1659 et 1667), d'un Traité de la formation du fœtus du même auteur avec les remarques de Louys de La Forge (1664), du Traité de l'Homme, du Traité du Monde (1667) et des Principes de Philosophie (1649). Il eut pour gendre Jacques Rohault, dont il publia les Œuvres posthumes 1682.
Il est probablement l'oncle du comédien Denis Clerselier, dit Nanteuil.